# شیپوری (ابر)
ابر شیپوری ستون یا مخروطی وارونه از ابر است که از پایه ابر آویزان است؛ این ابر فرعی بیشتر با کومه‌ای‌بارا همراه است و خیلی کم با کومه‌ای دیده می‌شود.